# Halles de Villebois-Lavalette
Les halles de Villebois-Lavalette sont des halles du XVIIe siècle situées à Villebois-Lavalette, en Charente, en région Nouvelle-Aquitaine. Elles sont classées monument historique depuis 1948.

## Description
Ces halles consistent en un toit de 670 m2 à plusieurs pans soutenus par des piliers en bois, et en pierre sur son bord ouest. Ouvertes sur les côtés, elles sont implantées sur une place de forme légèrement triangulaire dont elles épousent la forme, et sont encadrées de trois rues. Légèrement en pente orientée vers l'ouest, son sol est pavé. Une série de trois marches borde aussi son côté occidental. Les piliers en bois ont des piédestaux en pierre. Le toit est soutenu par une forte charpente avec des poutres entrecroisées s'appuyant sur les piliers. Il est couvert de tuiles canal, comme il est d'usage dans tout le département. Une borne-fontaine est située à l'angle oriental.

## Localisation
Ces halles sont situées sur la commune de Villebois-Lavalette, à environ 22 kilomètres au sud-est d'Angoulême et à quelques kilomètres au nord-ouest du département de la Dordogne. Elles sont situées sur la place centrale du bourg, de forme légèrement triangulaire, au pied de la rue montant à l'église paroissiale Saint-Romain.

## Historique
Les halles actuelles ont été construites sur un soubassement du XIIe siècle et datent initialement des environs de 1665. Elles furent probablement construites par les mêmes ouvriers qui édifièrent à la même époque le château possédé alors par le duc de Navailles.
Entre 1784 et 1787, M. Dauber Daubœuf de Villée, seigneur de Blanzaguet et capitaine au château de Villebois à qui les halles appartenaient, fit réparer la charpente et poser les dés de pierre à la base des piliers en bois.
En 1806, les halles devinrent propriété communale, avec le champ de foire.
En 1852, d'après le site communal, les halles furent inscrites aux monuments historiques. En 1855, le maire fit reculer d'un mètre la partie longeant la route départementale 17 afin d'améliorer la circulation. C'est à cette époque que furent posées les sept colonnes toscanes en pierre soutenant la charpente de ce côté, des marches pour rattraper la dénivelée, et le second pan coupé du toit couvert de tuiles plates.
C'est aussi en 1853 que l'eau courante est arrivée dans la commune depuis la fontaine de la Font Trouvée située à 500 mètres de là, et qu'une borne-fontaine située en haut des halles complète le vieux puits. C'est la seule borne-fontaine qui reste encore de nos jours dans la commune.
Le 10 mai 1948, elles sont classées au titre des monuments historiques par décret, au prix de discussions avec la mairie car elles ont failli être démolies, leur entretien coûtant trop cher (le projet communal de démolition datait de 1946). Beaucoup de halles des XVIe et XVIIe siècles ont d'ailleurs disparu en France à cette époque.
En 1976, la toiture fut entièrement restaurée et le pavage refait quelques années après. Une rénovation a aussi eu lieu en 2012 et 2013.
Actuellement, un marché alimentaire a lieu sous les halles le samedi matin, ainsi qu'un petit marché bio le mercredi,.

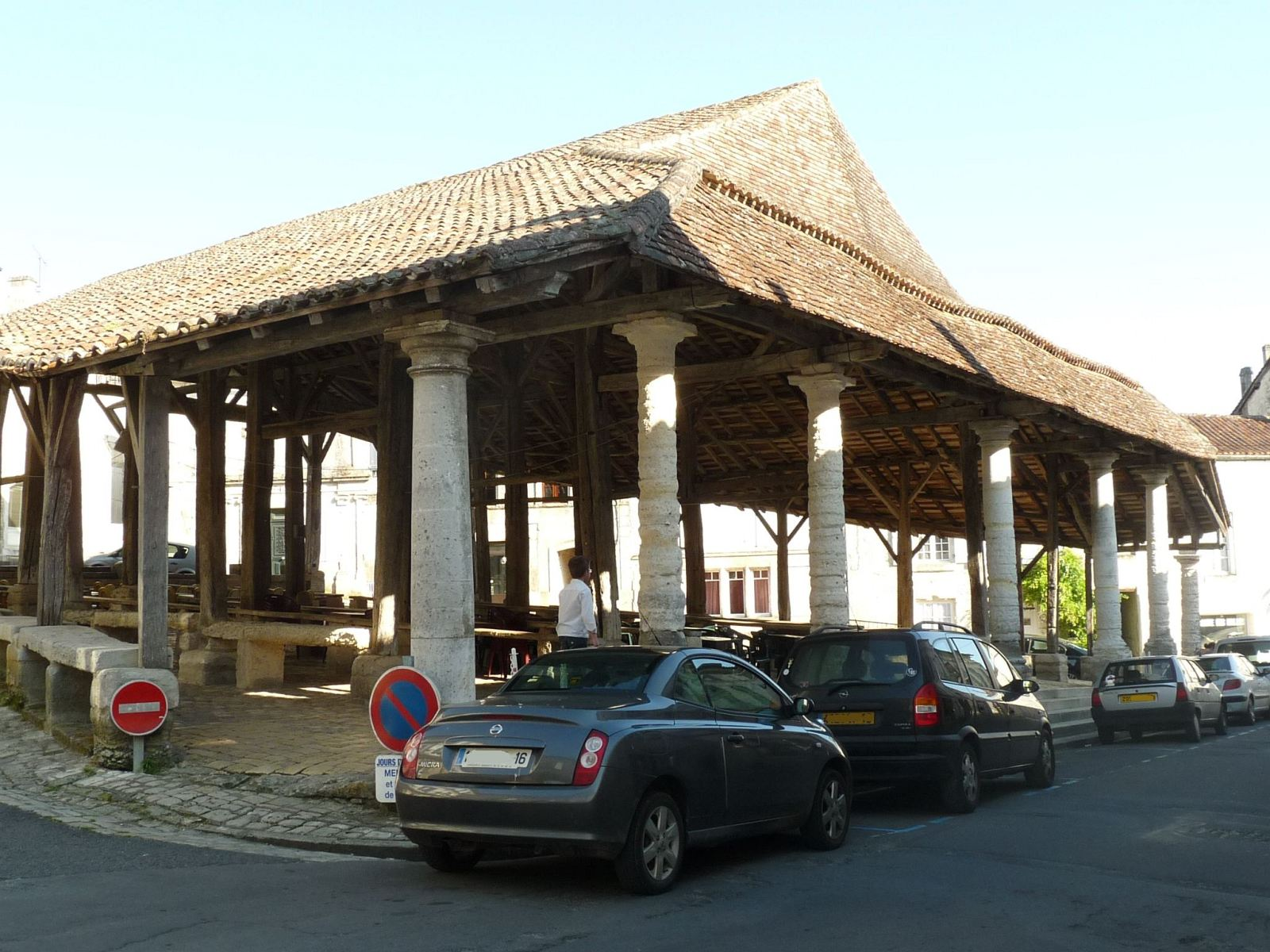
Vue du nord-ouest, avec les colonnes toscanes.
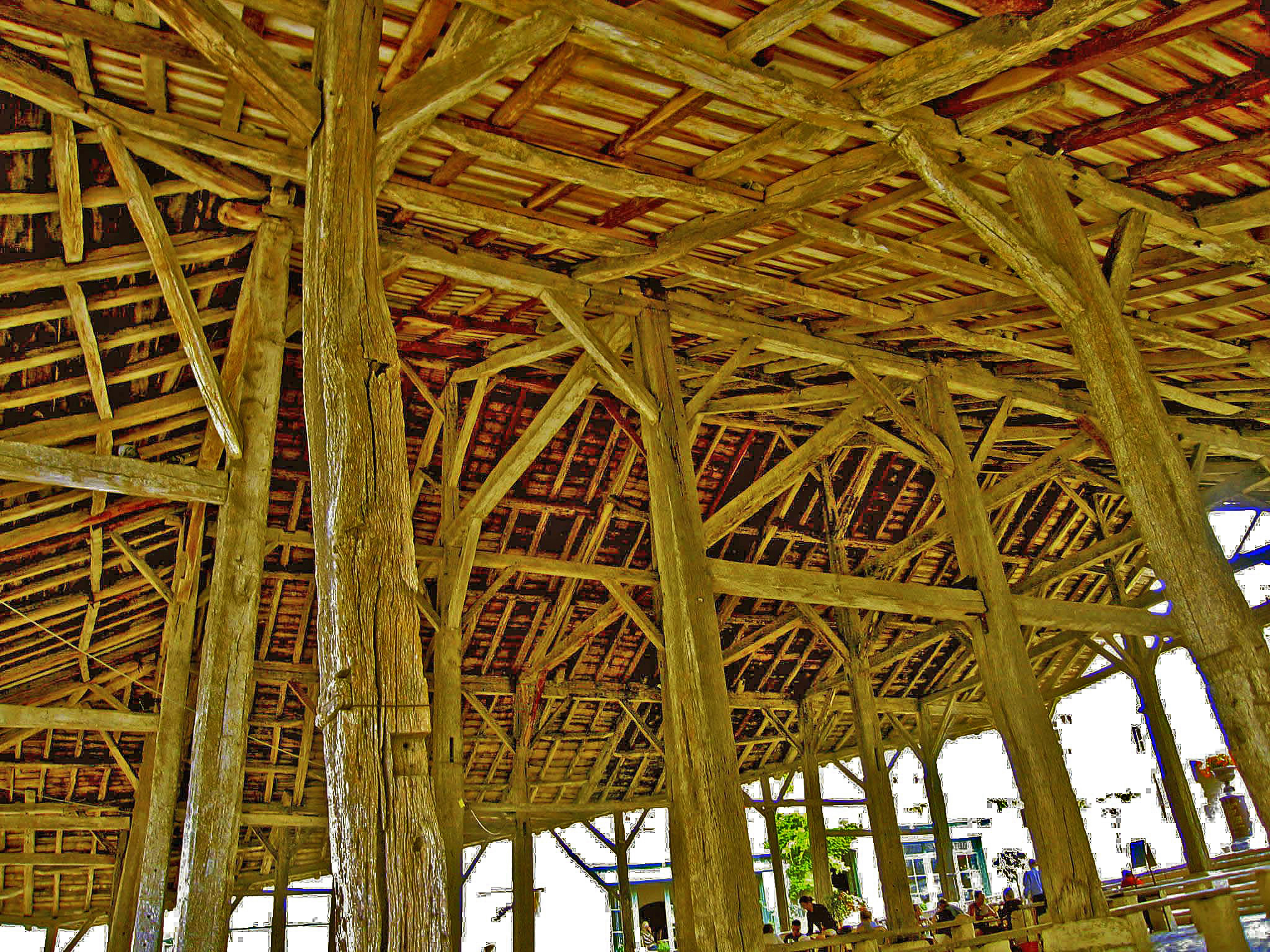
La charpente.
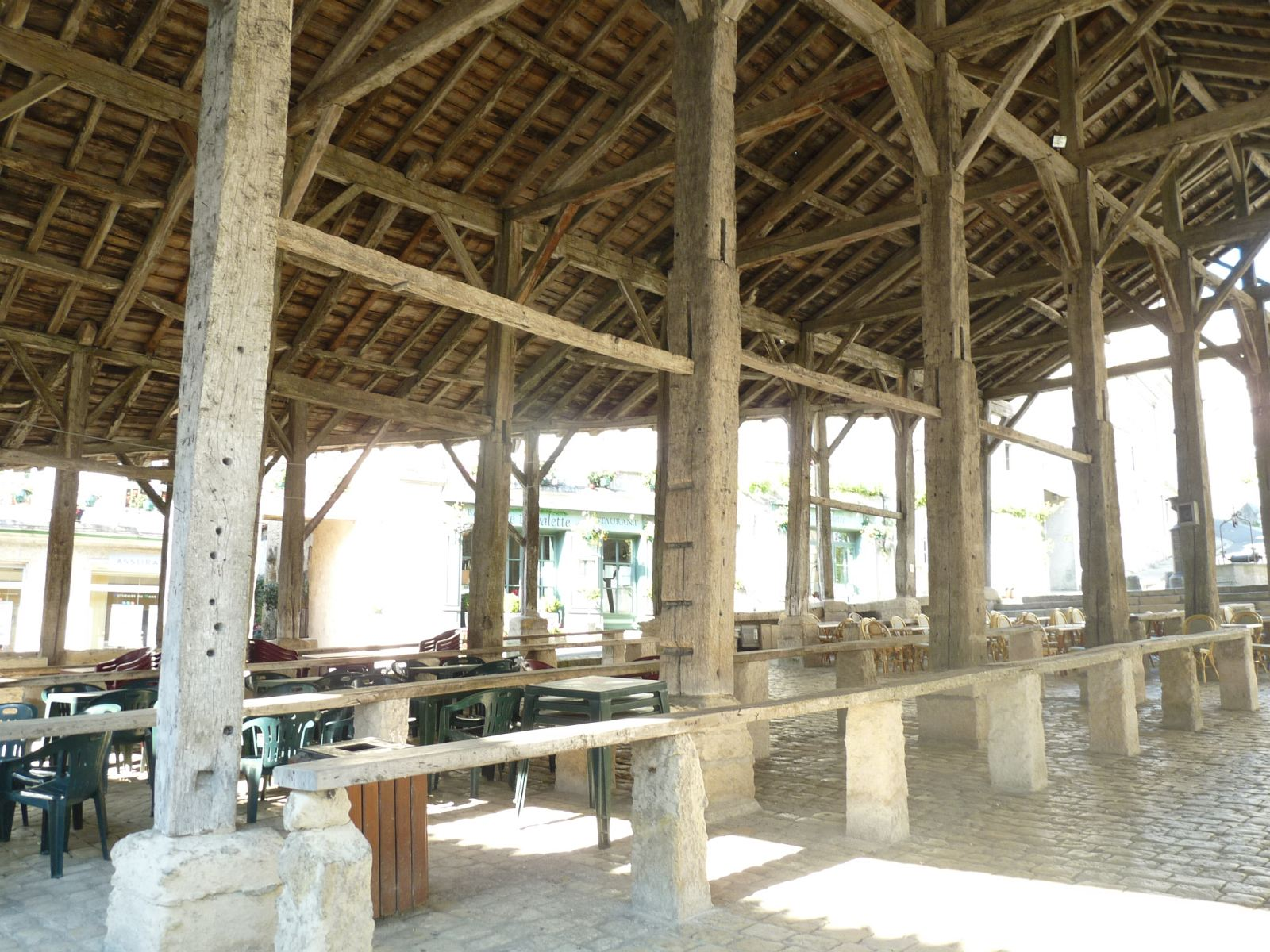
Vue de l'ouest.
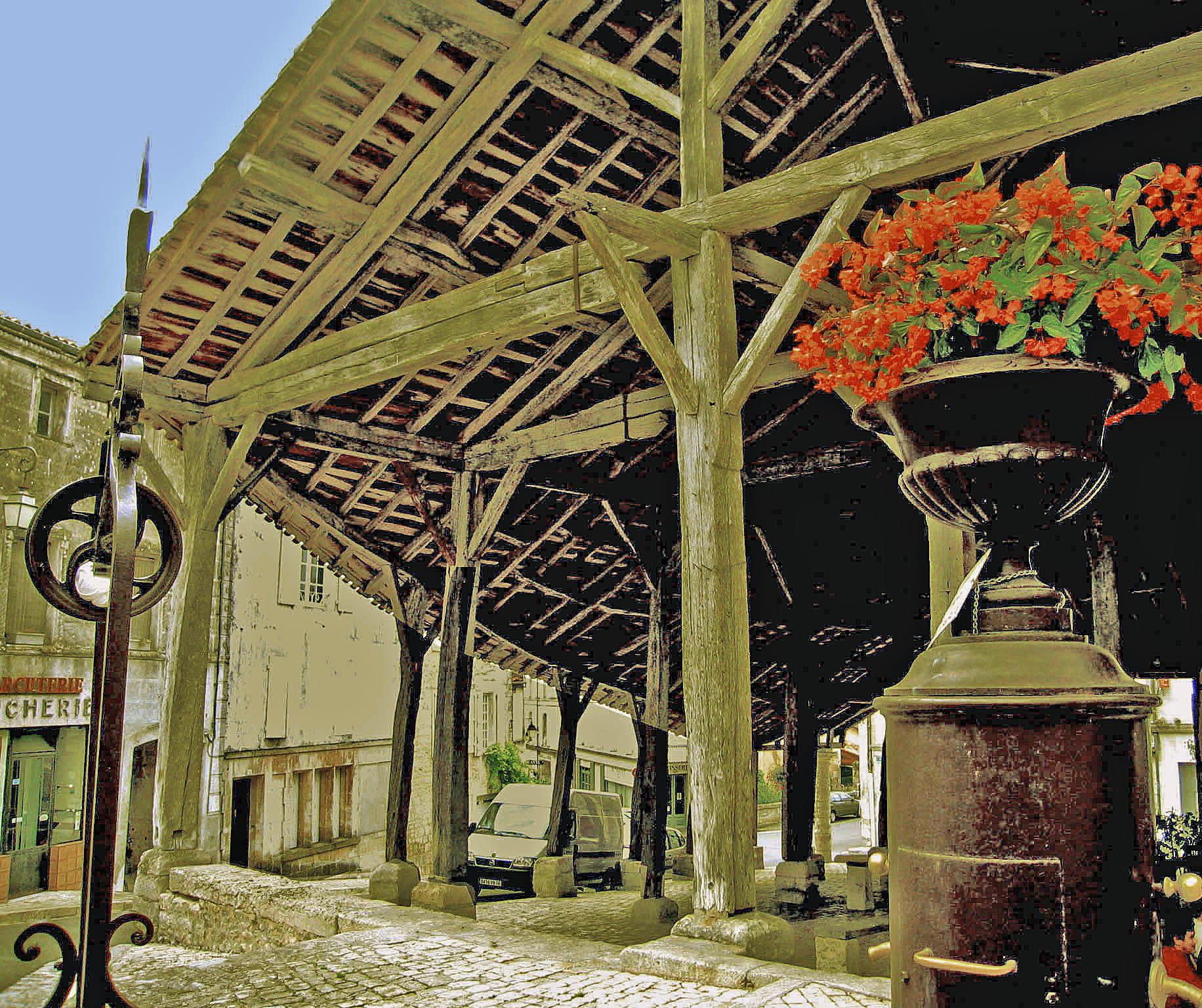
Vue de l'est, avec la fontaine.